# Satz von Malcev
Als Satz von Malcev wird in der Mathematik ein grundlegender Sachverhalt über Untergruppen der allgemeinen linearen Gruppe bezeichnet.

## Satz von Malcev
Jede endlich erzeugte Untergruppe {\displaystyle \Gamma \subset GL(n,\mathbb {C} )} ist residuell endlich, das heißt zu jedem {\displaystyle a\in \Gamma \setminus \left\{1\right\}} gibt es einen Homomorphismus {\displaystyle \phi \colon \Gamma \rightarrow F} auf eine endliche Gruppe {\displaystyle F} mit {\displaystyle \phi (a)\not =1}. (Äquivalent: zu jedem {\displaystyle a\in \Gamma \setminus \left\{1\right\}} gibt es eine Untergruppe von endlichem Index {\displaystyle \Gamma ^{\prime }\subset \Gamma } mit {\displaystyle a\notin \Gamma ^{\prime }}.)
Dieser Satz wird auch als Lemma von Selberg bezeichnet, obwohl er zuerst von Malcev bewiesen wurde.
Eine topologische Interpretation: Sei {\displaystyle M} eine 3-dimensionale hyperbolische Mannigfaltigkeit (oder allgemeiner ein nach {\displaystyle SL(n,\mathbb {C} )/SU(n)} oder {\displaystyle SL(n,\mathbb {R} )/SO(n)} modellierter lokal symmetrischer Raum), dann gibt es zu jeder geschlossenen Kurve {\displaystyle \gamma \subset M} eine endliche Überlagerung {\displaystyle {\widehat {M}}\to M}, in der die hochgehobene Kurve {\displaystyle {\hat {\gamma }}} nicht geschlossen ist.